# Lisie Jamy (Zęzów)

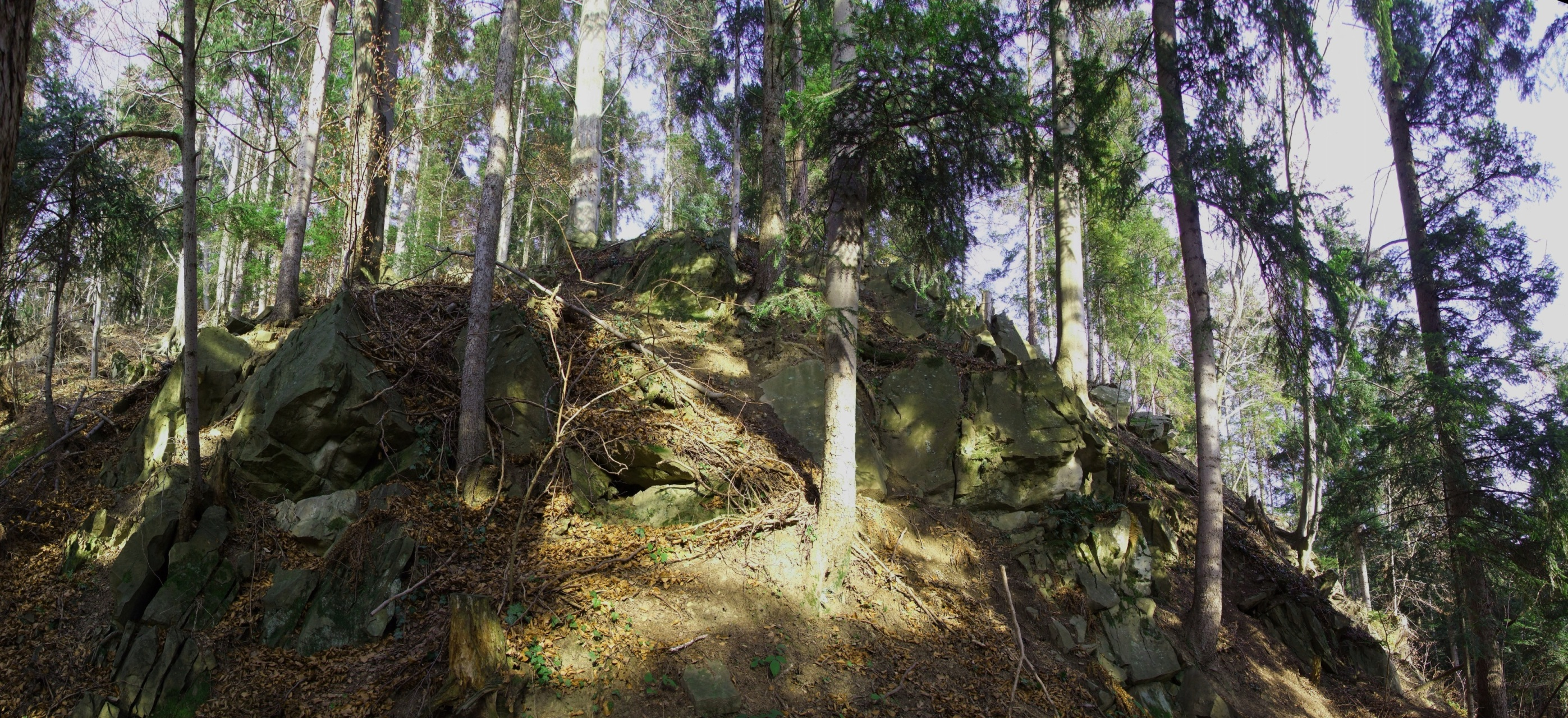

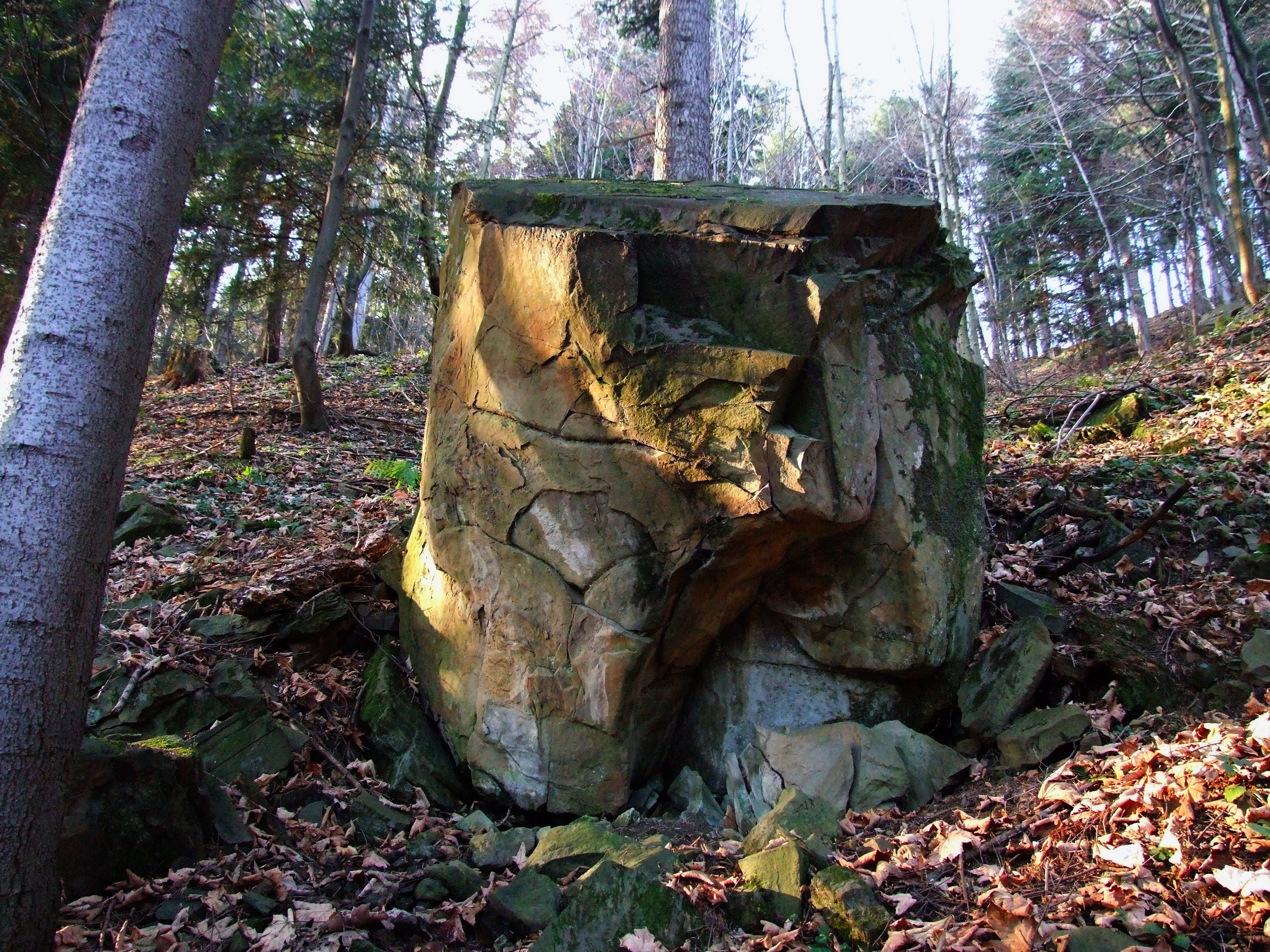

Lisie Jamy – skalne osuwisko i wychodnia na Zęzowie w Beskidzie Wyspowym. Jest to nazwa nadana przez miejscową ludność. Speleoklub Beskidzki penetrował to miejsce w poszukiwaniu jaskiń, ale bez skutku.
Lisie Jamy znajdują się na północnych stokach Zęzowa, w lesie nad miejscowością Tymbark, na zachód od „Łąki u Tomka”, w dolinie niewielkiego potoku, na wysokości około 550–630 m n.p.m. Odsłonięcie leży na bardzo stromym stoku (nachylenie powyżej 45º) i jak na Beskid Wyspowy ma duże rozmiary: szerokość wychodni wynosi około 200, a wysokość skał dochodzi do 10 m. Skały zbudowane są ze średnio ziarnistych z piaskowców. Są szarego koloru, a ich warstwy mają grubość około 0,5 m. Tekstura skał jest zbita, bezładna i masywna. Pomiędzy skałami istnieją głębokie pęknięcia oraz szczeliny powstałe w wyniku wietrzenia mechanicznego. Poniżej osuwiska znajduje się rumosz skalny.
Całe północne stoki Zęzowa są w tym miejscu silnie zerodowane i bardzo ubogie w glebę, w wielu miejscach brak jej w ogóle. Tak duża erozja stoków wynika z ich dużej stromości, ale mogła być spotęgowana czynnikami antropogenicznymi. Powyżej wychodni skalnej pośród drzew istnieją zarastające już krzewami kupki kamieni zbierane z pól. Oznacza to, że w miejscu gdzie obecnie rośnie las, dawniej były pola uprawne, takie kupki kamieni zbieranych z pól występują bowiem w całych Beskidach na polach uprawnych założonych na stromych i kamienistych stokach. Spływające z góry wody po większych ulewach wymywały glebę pozostawiając kamienie, które trzeba było zbierać, by możliwa była dalsza uprawa gleby. Po pewnym czasie jednak na stromych stokach następowało całkowite wymycie gleby, odsłonięcie fliszu karpackiego i dalsza uprawa stawała się już niemożliwa.
Do Lisich Jam nie prowadzi żaden szlak ani leśna ścieżka. Brak wydeptanych ścieżek, śmieci, pomalowanych ścian czy miejsc po ogniskach wskazuje, że miejsce to jest rzadko odwiedzane.
Lisie Jamy znajdują się w obrębie miejscowości Tymbark w województwie małopolskim, w powiecie limanowskim, w gminie Tymbark.